# IC 492
IC 492 је спирална галаксија у сазвјежђу Рак која се налази на листи објеката дубоког неба у Индекс каталогу.
Деклинација објекта је + 26° 10' 3" а ректасцензија 8h 5m 38,4s. Привидна величина (магнитуда) објекта IC 492 износи 13,7 а фотографска магнитуда 14,5. IC 492 је још познат и под ознакама UGC 4212, MCG 4-19-24, CGCG 118-59, PGC 22724.